# Bahir Dar
Bahir Dar, Bahar Dar of Bahr Dar (Amhaars: ባሕር ዳር; "zeekust") is een stad in het noordwesten van Ethiopië en vormt de hoofdstad van de regio Amhara. Volgens een schatting van de Centrale Statistische Dienst van Ethiopië telde de stad in 2007 180.094 inwoners. Bij de volkstellingen van 1984 en 1994 waren dit er respectievelijk 54.800 en 96.140. Het vormt daarmee een van de snelst groeiende steden van Ethiopië; met name aan de westzijde is de stad sinds de jaren 1990 sterk uitgebreid.
De stad heeft een kleine dagelijkse en een grote wekelijkse markt, een binnenlandse luchthaven (vluchten naar Addis Abeba en Gondar, waarmee het ook per weg is verbonden) en een universiteit (Universiteit van Bahir Dar met ruim 4.400 studenten in 2006) en staat bekend om de wijde promenades met palmbomen aan beide zijden. In de buurt van de stad bevindt zich een van de paleizen van de vroegere keizer Haile Selassie en op 30 kilometer ten zuidoosten van de stad liggen de Watervallen van de Blauwe Nijl van de gelijknamige rivier (in de bovenloop, waar deze Abay wordt genoemd). Beide vormen belangrijke toeristische attracties.

## Geografie
De stad bevindt zich op 320 kilometer ten noord-noordwesten van de hoofdstad Addis Abeba, in het gebied van de vroegere provincie Gojjam, op een hoogte van ongeveer 1840 meter, aan de zuidelijke oever van het Tanameer, de bron van de rivier de Blauwe Nijl. De afvoer van deze rivier wordt gereguleerd door middel van een stuwdam aan de oostzijde van de stad, waar ook een brug over de rivier voert.

## Geschiedenis
Bahir Dar ontstond rond een nederzetting van jezuïeten die voor het eerst wordt genoemd aan het einde van de 16e eeuw werd gesticht. Nabij het centrale plein bevindt zich nog een gebouw uit deze periode, dat verbonden is met Pedro Páez.
Tijdens de Italiaanse invasie wisten Italiaanse troepen in april 1937 vanuit Gondar na een korte mars Bahir Dar te bezetten. In de nacht van 21 op 22 oktober 1940 werd de stad gebombardeerd door de Royal Air Force, waarbij weinig schade werd aangericht. Na maanden van schermutselingen tussen de Italianen en de Britten liet generaal Guglielmo Nasi het Italiaans garnizoen onder leiding van kolonel Torelli terugroepen naar Gondar en op 27 en 28 april 1941 werd de stad geëvacueerd, waarop deze werd ingenomen door de Britten. In 1961 werd een 226-meter lange autobrug over de Abay in gebruik genomen door keizer Selassie op 3 kilometer van de stad. In 1963 werd een polytechnisch instituut geopend voor landbouwmechanica, industriële scheikunde, elektronische technologie en bosbouw met geld van de Sovjet-Unie (2,9 miljoen birr). Tijdens de Ethiopische Burgeroorlog vestigde het 603e korps van het Derde Revolutionaire Leger haar hoofdkwartier in de stad. Tussen 3 en 4 maart 1990 ontvluchtten deze troepen de stad in wanorde, waarbij de brug over de Abay samen met ongeveer 100 soldaten werd opgeblazen. Het Ethiopisch Volksrevolutionair Democratisch Front had echter te weinig manschappen in de buurt en veroverde de stad daarom niet, waarop de Dergue de stad binnen een paar dagen opnieuw innam. In maart 1991 wist het Volksrevolutionair Democratisch Front wel de macht te vestigen in de stad.

## Sport
In 2019 vond de zestiende editie van de Afrikaanse kampioenschappen wielrennen plaats in en rond de stad.

## Partnerstad
- Cleveland (Ohio) (Verenigde Staten) - sinds 2004

## Afbeeldingen

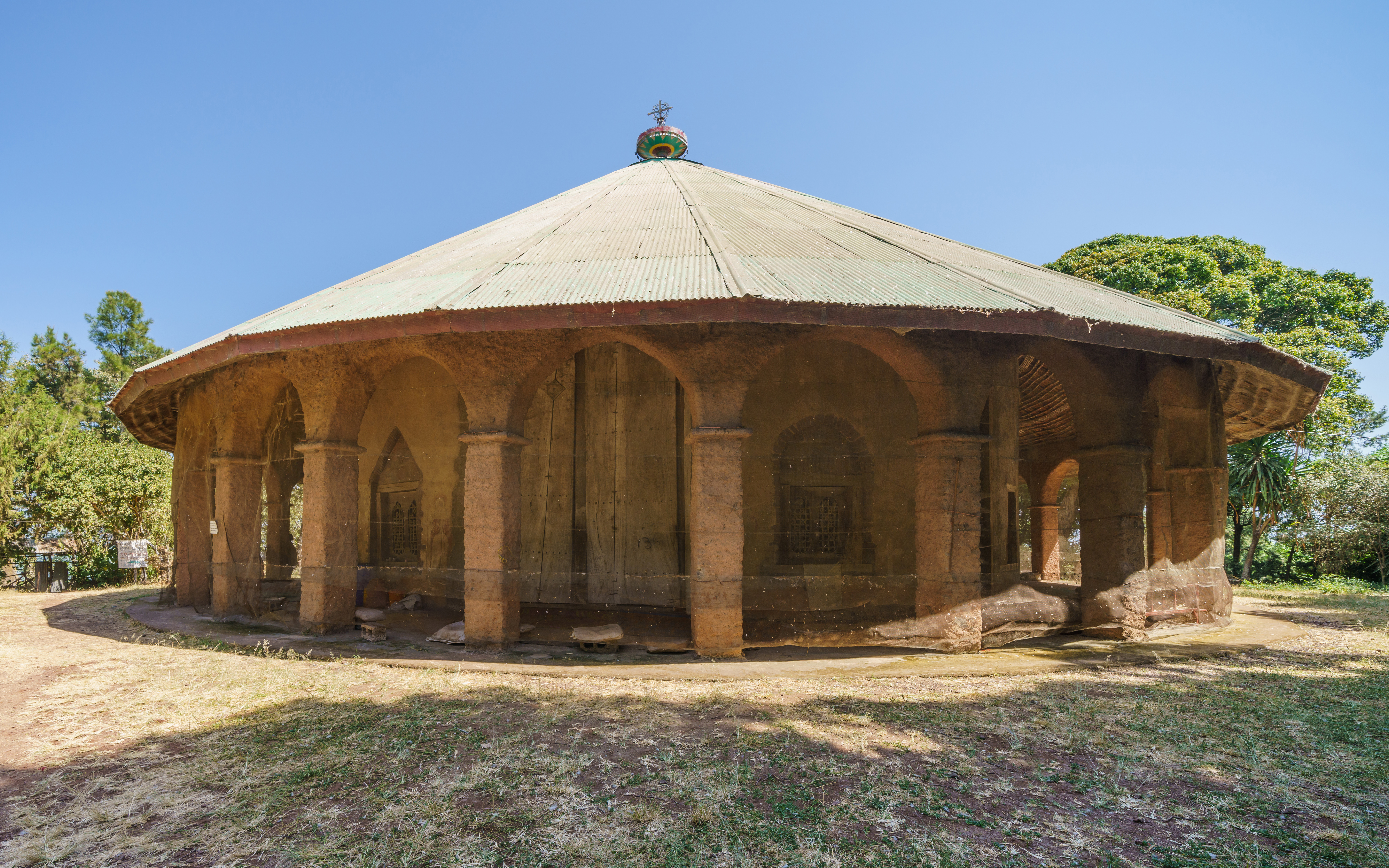
Typische ronde kerk bij Bahir Dar
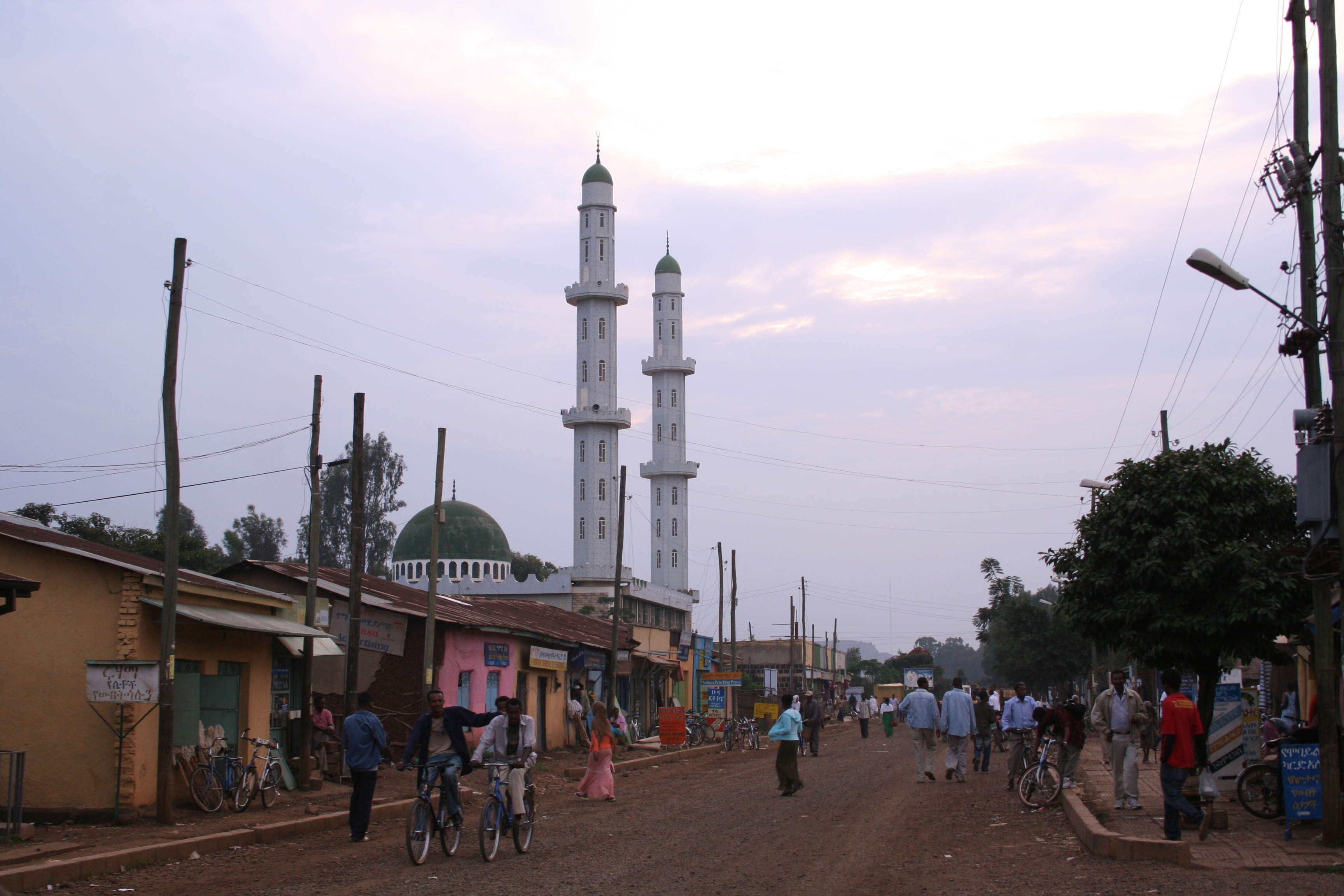
Weg naar de moskee van Bahir Dar
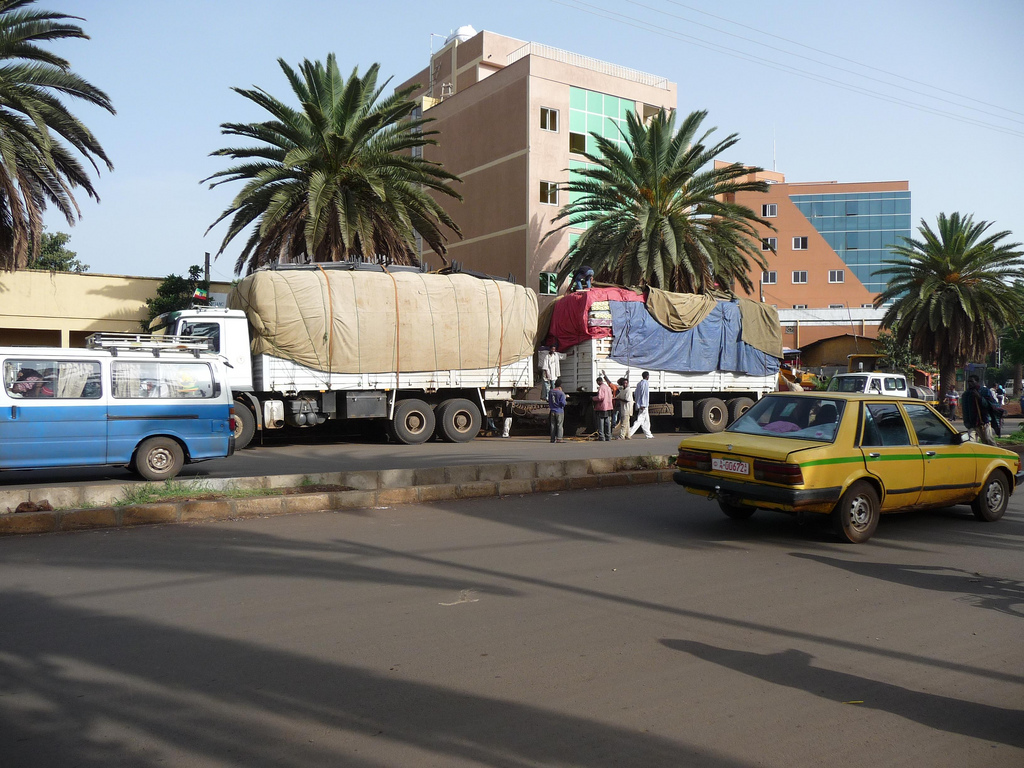
Stadsbeeld nabij het centrum
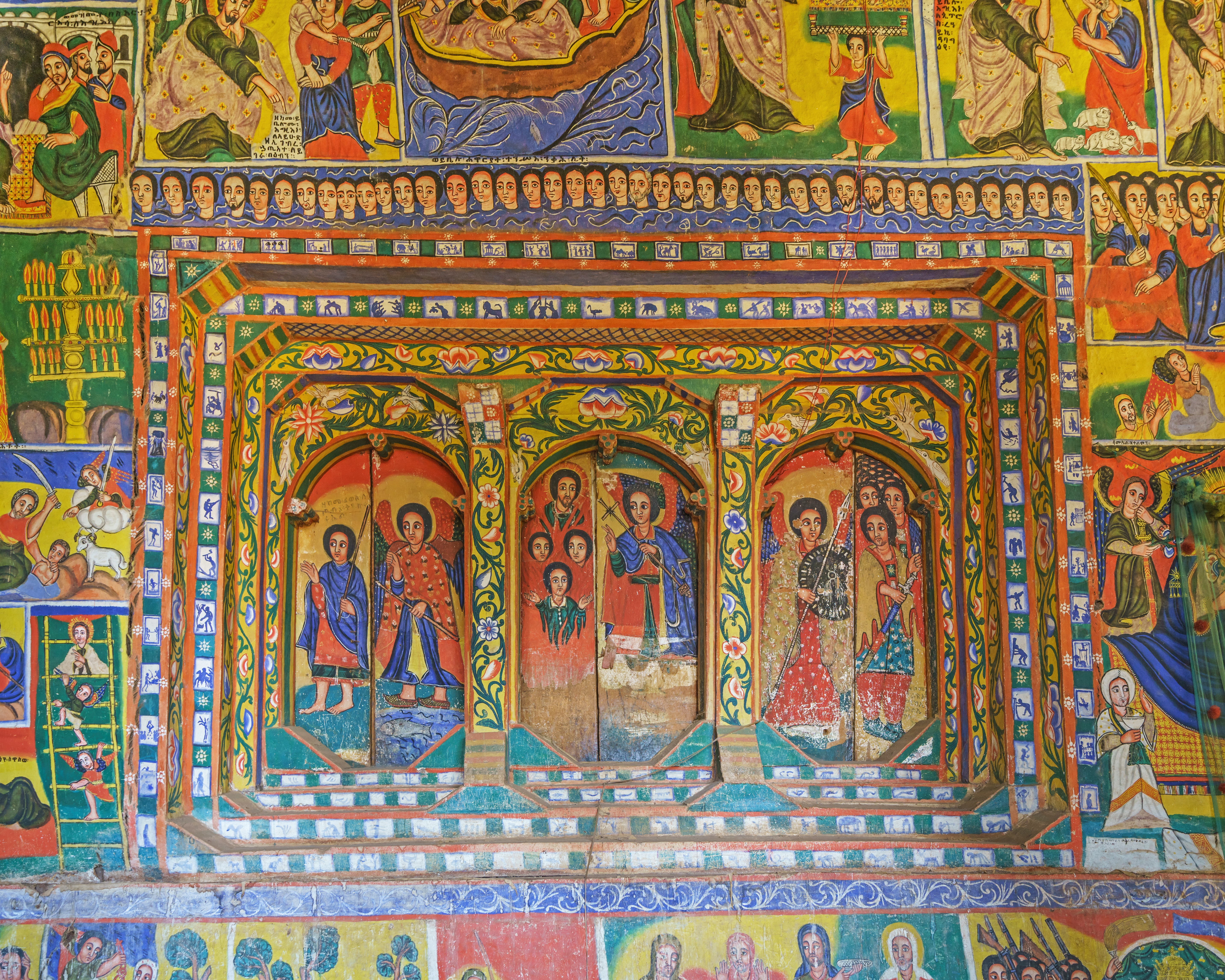
Muurschildering in de kerk van Bahir Dar